# Andreas Frederik Lincke
Andreas Frederik Lincke, född 19 februari 1819 i Köpenhamn, död där 14 oktober 1874, var en dansk dirigent och tonsättare.

## Biografi
Lincke inledde sin bana som militärmusiker i Livgardet, var vidare violinist i Hans Christian Lumbyes orkester och slutligen som orkesterdirigent vid olika teatrar och konsertorkestrar, bland annat Hofteatret, Casino och Alhambra. Han besökte även Stockholm, Berlin och Leipzig som dirigent och kompositör.
Lincke komponerade och arrangerade musiken till flera teaterpjäser, särskilt för Casino, till vissa av August Bournonvilles baletter, dessutom en lång rad lättare orkesterkompositioner avsedda för promenadkonserter. Ett häfte etyder för violin utkom först efter hans död (reviderade av Edmund Singer i Stuttgart).
Han tilldelades Litteris et Artibus 1862.